# Minimalstat
Minimalstat eller natvægterstat, liberalistisk statsmodel med det mindst mulige antal af opgaver, nemlig at beskytte borgerne mod hinanden med politi og retssystem samt at beskytte borgerne mod ydre fjender med et militær.[kilde mangler] Alle andre opgaver henlægges til private ordninger.[kilde mangler]
For klassiske liberalister og neoliberalister anses minimalstaten for at være den eneste retfærdige stat, da beskatning er minimal og statens intervention i borgernes liv og hverdag er så minimal som overhovedet muligt.[kilde mangler] Mange tror fejlagtigt, at minimalstaten stammer fra grundlæggeren af den moderne kapitalisme, Adam Smith, men faktisk argumenterede han for, at staten også skulle tage sig af undervisning og forskning.[kilde mangler]
Anders Fogh Rasmussen har tidligere været fortaler for denne samfundsform i sin bog Fra socialstat til minimalstat.[kilde mangler]